# Носаки 12
Носаки 12 — скіфський курган другої половини IV століття до н. е. у Запорізькій області. Досліджувався під керівництвом І. П. Савовського у 1972 р.. Могила пілофорів другого рівня.

## Загальна інформація

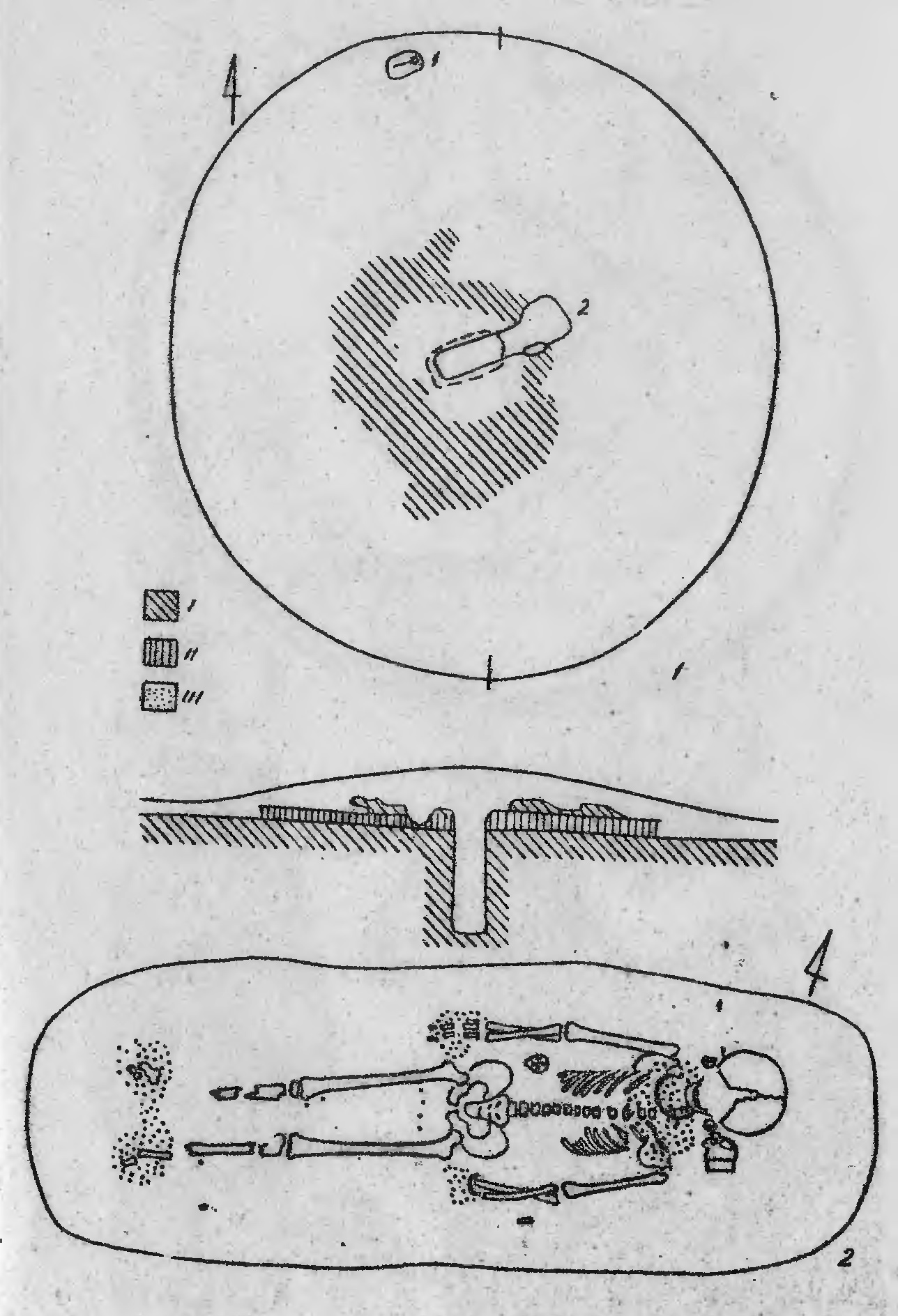
1. План та розріз кургану
2. План поховання № 1
I. Викид материку
II. Похований чорнозем
III. намиста

Курган Носаки 12, входить до складу курганного могильника урочища Носаки, Запорізької області, в 10 км на південний захід від села Балки, Василівського району Запорізької області, в 47 м на північний північний захід від кургану № 6. В 3 км на схід від могильника знаходиться курганна група Гайманова Могила. У кургані зустрінуто два поховання — сарматське та скіфське.

## Опис насипу
Насип напівсферичної форми висотою 2 м і діаметром близько 30 м. В 1972 р. по проханню будівельників Запорізькою експедицією була знесена вершина кургану на 1,5 м. На час основного дослідження курган був плоским піднесенням висотою 0,5 м, з цього рівня і даються всі глибини, насип споруджений з пухкого чорнозему в один прийом. Під курганом виявлено слабкофіксований ровик, опущений в чорнозем на глибину 1,1-1,15, шириною 0,5-0,7 м. Внутрішній діаметр рову 28 м. Біля внутрішнього краю рівчака на древньому горизонті на північний захід, південний схід, північний схід і захід виявлені групи з двох-трьох каменів, до 0,5 в поперечнику.

## Поховання №1 (сарматське)
Поховання розташоване в 14,6 м на північний північний захід від центру і впущене в насип до передматерика (глибина 1,2 м). Контури могильної ями нечіткі. У плані вона має вигляд витягнутого овалу, розмірами 2,0 х 0,7, орієнтована по лінії захід-схід. Заповнена яма чорноземом з малою домішкою глини. Померла (підліток) лежала в витягнутому положенні на спині, головою на схід, руки витягнуті уздовж тулуба. Біля голови виявлені сережки, праворуч біля скроні — посудина, шийкою до скроні, зліва від голови — медальйон, у шиї гривня і безліч намистин, над лівою ключицею — фібула, на правій кисті — браслет і намисто (подібні намиста виявлені біля лівої кисті, а також нижче таза між стегон). Велика кількість намистин виявлена біля стоп.

### Знахідки.

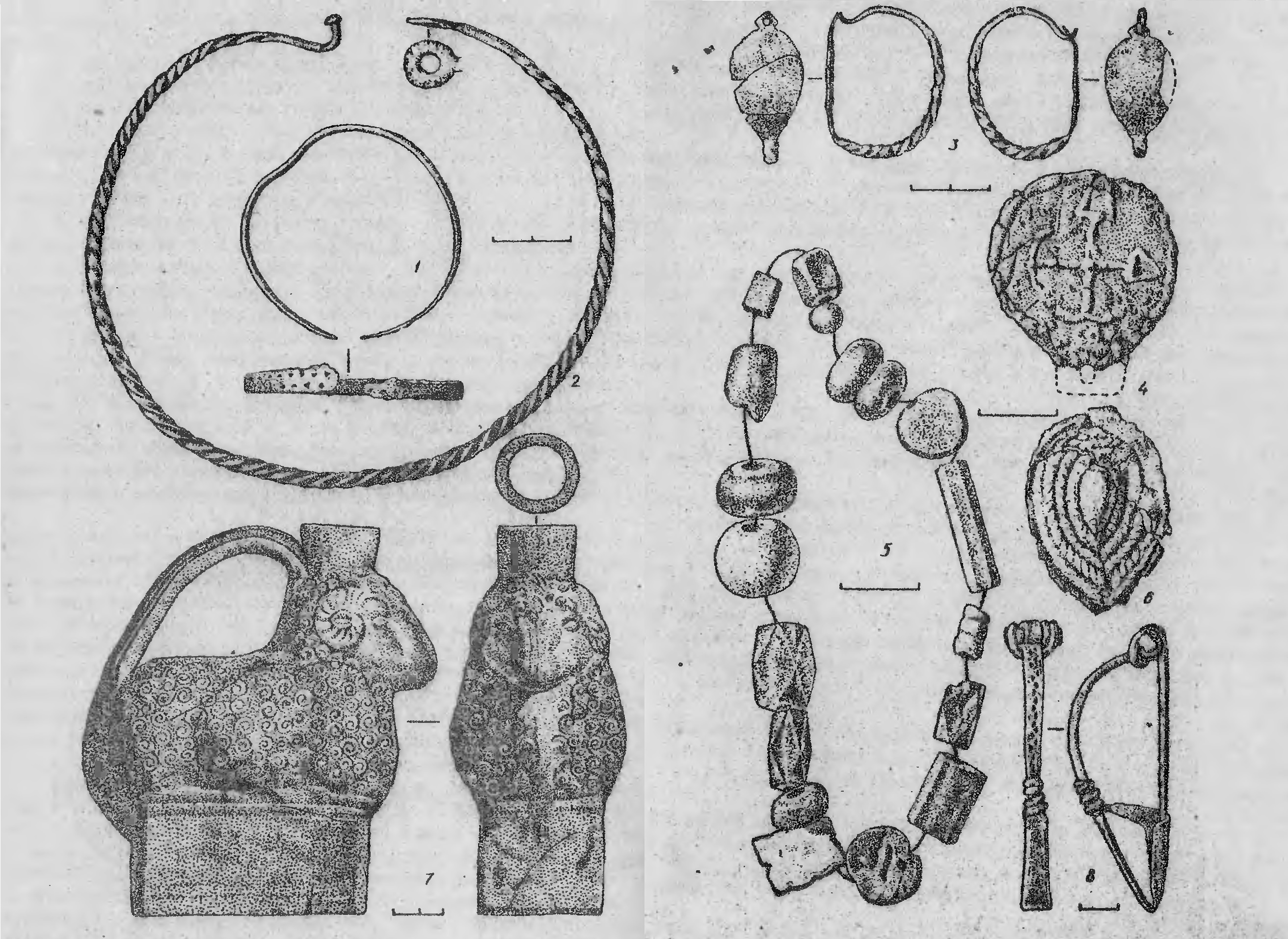
Курган Носаки 12. Знахідки з поховання № 1:
1. Бронзовий браслет
2. Срібна шийна гривня
3. Срібні сережки
4. Бронзове дзеркало
5. Намисто
6. «Медальйон»
7. Посуд у формі барана
8. Срібна фібула

1. Дві овальні сережки з срібного крученого дроту (найбільший перетин 0,38 см), що утворює дужку, що переходила в розклепаний овальний плоский щиток, розміром 2,5 х 1,9 см. Тонкий кінець невеликим вигином кріпився в отворі на кінці щитка, розмір підвісок: 3,9 х 2,8 і 3,8 х 2,6 см
2. Червоноглиняниа посудина у вигляді барана, лежачого на високому прямокутному піддоні. На голові — чітко виділена горловина, від якої до «хвоста» веде дугоподібна ручка. Тулуб покритий рельєфним зображенням завитків вовни. Висота посудини 15 см, довжина 18, діаметр горловини 2,5, розміри піддону 8,5 х 4,5 х 4 см.
3. Срібний медальйон краплеподібної форми з пастою, рельєфно виділеної вставкою, що повторює форму самого медальйона. З тильного боку вставка плоска, врівень з підставою. Медальйон орнаментований чотирма рядами канелюр, концентруєтся навколо «каменю». Товщина підстави медальйона 0,4 мм, розміри по осях 2,5 х 1,8 см, розміру вставки 0,8 х 0,5, товщина 0,4 см.
4. Шийна срібна гривня з бронзового крученого прута. Кінці гладкі, відтягнуті на 2-2,5 см. Один кінець розклепаний і має отвір, інший — зігнутий гачком з капелюшком. Найбільший перетин гривні 0,5, діаметр 12 см.
5. Намиста восьми типів: а) темні сочевицеподібні, товщиною 3,5, діаметром до 9 мм (27 шт) б) 17 круглих намист, злегка приплюснутих з боку отворів, діаметром до 4,5, довжина до 3,5 мм; в) 37 дрібних намистин, круглих, світло-блакитних з золотистим відливом, діаметром від 2,0 до 2,5 мм; г) 3 сердолікових намистин, 12-гранних, товщиною 5, довжиною 10 мм і шестигранна намистина товщиною 3, шириною 7, довжиною 11 мм д) кругла біла пастова намистина діаметром 9 мм; е) блакитна пастова намистина діаметром 7, товщиною 2.5 мм ж) витягнута шестигранна блакитна намистина товщиною 3,5, довжиною 16 мм в) прямокутна перламутрова намистина розмірами 1,2 х 1,0×2,5 мм
6. Срібна двочленна фібула пізньолатенської схеми з підв'язаною ніжкою. Голка з'єднується з двовитковою пружиною, спинка лита плоска, з вибитим орнаментом по поздовжній осі. Довжина фібули 7, висота 2-8 см.
7. Бронзовий браслет, виготовлений з плоскої пластини, прикрашеної по всій довжині двома рядами насічок, край браслета злегка розклепаний. Діаметр браслета 55 мм, ширина 0,5 см, товщина 1,5 мм.
8. 28 круглих намистин, злегка приплюснутих з боку отворів, діаметром до 4,5 мм.
9. 398 намистин, пастових: чотиригранних, різних кольорів, товщиною 2.5- 5, довжиною 4-8 мм.
10. Лите кругле бронзове дзеркало з виступом і отвором в ньому. На тильній стороні тамгоподібний знак у вигляді схрещених «якорів», Дзеркало оконтурене фланцем шириною I мм. Діаметр дзеркала 50, товщина 3 мм. Виступ по отвору зламаний.

## Гробниця №2 (скіфська)

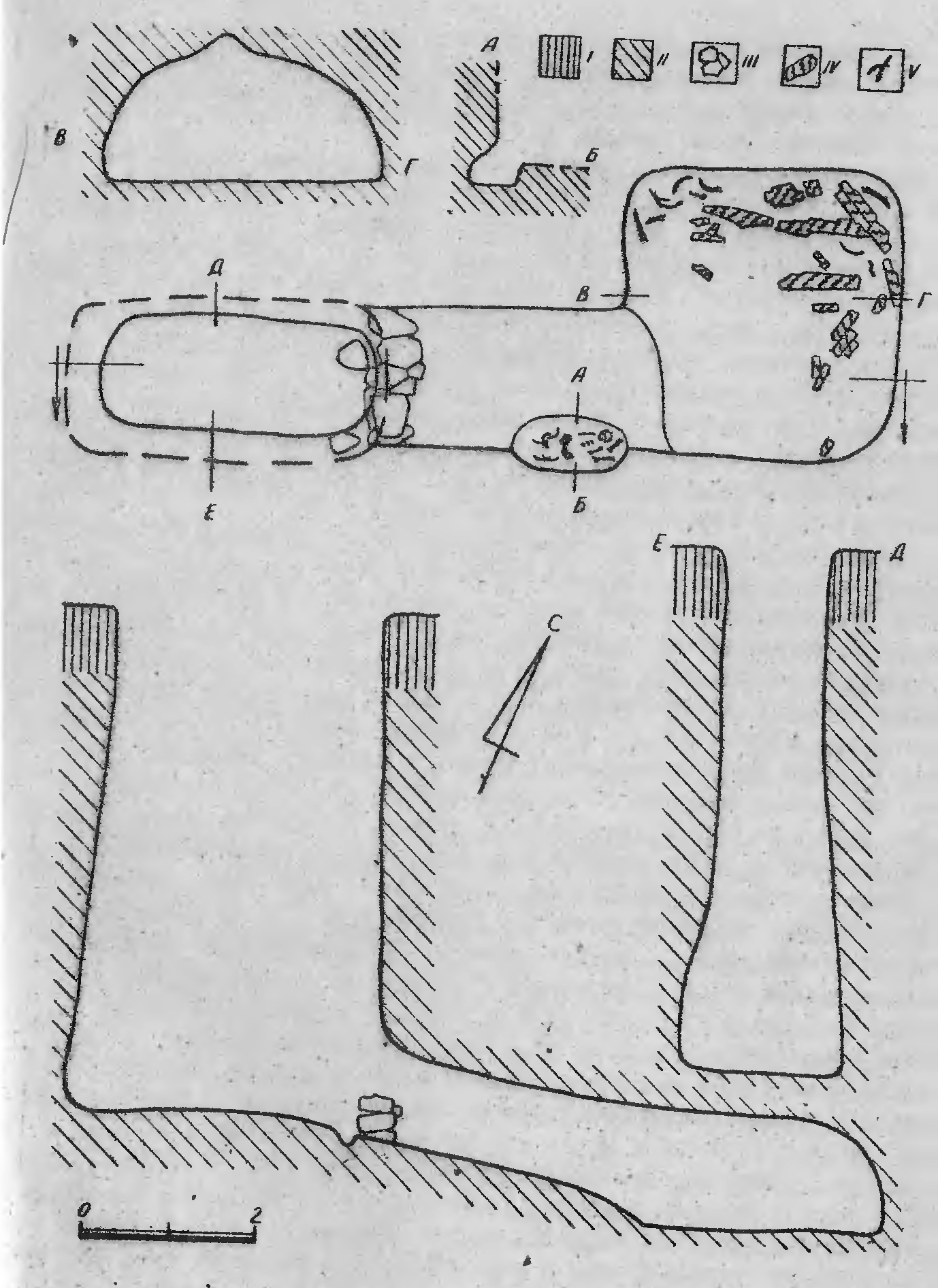
План та розрізи поховання № 2:
I. Похований чорнозем
II. Материк
III. Кам'яний заклад
IV. Дерево
V. Кістки

Гробниця розташована в центрі кургану. Вхідна яма в плані прямокутної форми із закругленими кутами, орієнтована по лінії схід — північний схід — захід — південний захід, розмірами 3,15 х 1,4 і глибиною 7,5 м від рівня похованого чорнозему. У міру поглиблення стінки ями розширюються в сторони, збільшуючись до 3,55×1,9 м. Під східною стінкою ями — вхід в катакомбу, перекритий закладом з 12 каменів, висотою 4,45 м, що, очевидно, служив упором для дерев'яного щита-заслінки, так як біля каменів в заповненні виявлено дерев'яний тлін. Два камені впало на дно ями. Перед перемичкою на всю ширину входу зроблено поглиблення 0,15 м, в яке, певно, вставлявся дощатий щит. Дромос, довжиною 3,2 м, шириною 1,65, висотою 1,15 м, плавно опускався до рівня 8,65 м і досягав у камери глибини 8,63 м. Вхід частково засипаний обвалом склепіння.

### Поховання №1
Поховання № 1 мало вигляд прямокутної камери, що примикає до дромосу невеликим уступом вліво. У верхній частині склепіння форма куполоподібна, нижче розходиться чітко означеними кутами від центру зводу до чотирьох кутів біля дна. Стінки камери добре збереглися. На них видно сліди копальних знарядь. Шатроподібне поглиблення також має сліди, залишені копальними знаряддями. Розмір камери 3,56×3,34 м, максимальна висота 1,87 м. У стінках на висоті 0,8×1,4 м від підлоги камери виявлено по два цвяхи, вбиті в кожну стінку, які слугували, мабуть, як кріплення драпування. Підлога камери опускалася від північно-західного кута до південно-східного з глибини 8,65 м до 8,70 м. Цей перепад заповнений чорноземним затіком. Зверху заповнення в північно-західному куті камери лежали три зітлілі дерев'яні плахи, а довкола них залишки деревного тліну. Біля північно-західної стіни виявлений зотлілий череп, а в західному куті кістки тварини, біля північно-східної стіни — залишки органічної підстилки й розрізнені людські кістки. У північному кутку знайдені два сильно корозованих підтоки (довжиною 8 см, діаметром 16,5 мм). У південно — східної стіни — залишки ножа, пряслице, тут же — залишки кістяного веретена і двох наверш від нього, поруч лежав уламок кістяного виробу, що нагадує половину коліщатка з отвором у зламу. Навколо отвору височить втулка. На відстані 0,8 м від середини східної — південно — східної стіни на південно — західну виявлено дзеркало в хутряному чохлі. На дзеркалі виявлено невеликий шматок тканини. На відстані 1 м від західної — північно — західної до південної під стегнової кісткою виявлена золота платівка, а в 0,9 м від західного кута до південного виявлений сагайдачний набір, недалеко від якого зустрінуті дві намистини з блакитною пасти, круглі, діаметром 31,2 мм.

### Знахідки
1. 1. Пряслице свинцеве, конічне, діаметр основи 1,6 см, висота 0,9 см, діаметр отвору 0,45 мм.
2. 2. Два кістяних навершя веретена. Діаметр закінчення 1,2, висота 1,3 см.
3. 3. Бронзове дзеркало, кругле, трохи увігнуте, з невеликим виступом і отвором для кріплення ручки. Діаметр 20,2 см.
4. 4. Хутро тонкорунної, шерсть світло-коричнева. Він покривав частину дзеркала і, мабуть, був частиною чохла для нього. Розмір хутряного покриття 12 х 7 см.
5. 6. Пластина золота, квадратна. Штамп у вигляді стилізованого зображення квітки з розкритими пелюстками. Розмір 3 х 3 см.
6. 6. Сагайдачний набір з 119 стріл. Від сагайдака залишилися клаптик шкіри та грудка шерсті, який, мабуть, лежав на дні сагайдака і служив упором для наконечників стріл. Зотлілі древка лежали паралельно один одному. Довжина древка в межах 42-43 см. Деякі з них мали сліди забарвленості: в районі розрізу для тятиви, смужка яскраво-червоного кольору, довжиною 1-1,2 см, а у наконечників — чорний колір смугою 1-1,3 см. Чорне забарвлення підкреслене червоною облямівкою шириною 0,2-0,3 мм. До якого типу наконечників відносяться пофарбовані древка, простежити не вдалося. Наконечники стріл трьох типів: а) бронзові, тригранні, втулка прихована, ложка немає. Довжина наконечників від 2,2-2,6 см (45 шт.) б) бронзові, тригранні, втулка на одному рівні, з опущеними кінцями граней, ложок доходить до 1/3 довжини. Довжина від 2,8 до 3,1 см. Діаметр втулки 3,5 мм (43 шт.); в) бронзові, тригранні, втулка виступає на 2-3 мм, ложок доходить до вістря. Довжина 3,2 — 3,5 см, діаметр втулки до 4 мм (31 шт.)

### Поховання №2.
Під час зачистки підошви дромосу на відстані 0,5 м від камери, з правого боку виявлено пляму могильної ями у вигляді витягнутого овалу розміром 1,45×0,6 м, орієнтоване довгою віссю паралельно осі дромосу, і йшло правою половиною в підбій стінки дромосу. Висота підкладки 0,45 м. Глибина ями на 23 см нижче рівня підлоги дромоса. Заповнення ями складалося з чорнозему, змішаного про материковою глиною. У заповненні ями, ближче до камери, виявлені в підвішеному стані; череп, стегнові і гомілковостопні кістки людини. На дні ями — кістки таза, хребта і частина грудної клітки.
Судячи з розташування кісток, похований лежав головою на захід, тобто до вхідної ями. Біля стегнових кісток знайдено пряслице, а в районі грудної клітки — пращний камінь. Біля північної стіни знайдена частина древка довжиною 18 і перетином 2,5 см. На держаку зафіксований виток бронзової стрічки шириною 0,65 см і товщиною 0,7 мм. Фрагменти бронзової спіралі і деревний тлін простежувалися протягом 0,75 м.

### Знахідки
1. Керамічне прясельце біконічної форми, висотою 2,5 см, зовнішнім діаметром 3 см та діаметром отвору 4,5 мм. В отворі помічений деревний тлін.
2. Пращовий камінь, кульоподібний, темного кольору, діаметром 2,4 см.